# Marshall S. Cornwell

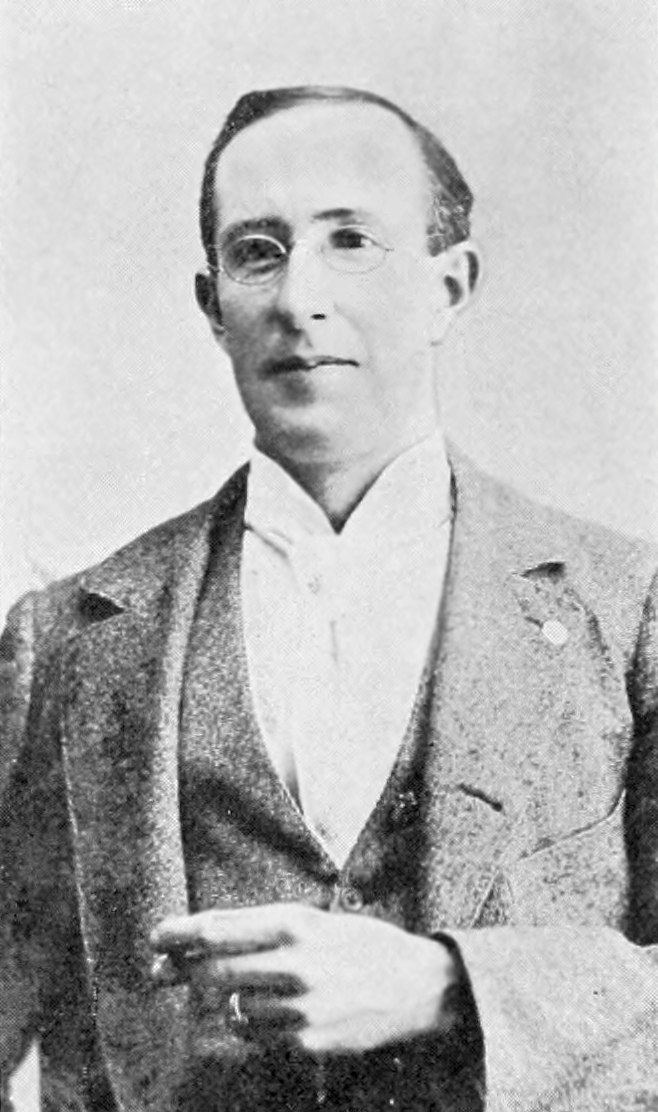
Marshall S. Cornwell

Marshall S. Cornwell (ur. 1871, zm. 1898) – poeta i prozaik amerykański. Urodził się 8 października 1871 w Hampshire County w stanie West Virginia. Jego rodzicami byli Jacob H. Cornwell i Mary Eleanor Taylor. Był trzecim w kolejności synem. Jego braćmi byli przedsiębiorca kolejowy i drzewny William B. Cornwell (1864–1926) i polityk John Jacob Cornwell (1867–1953), który był 15 gubernatorem Wirginii Zachodniej w latach 1917–1921. Przebywał głównie na rodzinnej farmie i sam się uczył. Kiedy opuścił gospodarstwo, redagował Gazette w Petersburg w Grant County. Kiedy zdrowie poety zaczęło się pogarszać, próbował je podreperować na Florydzie. Zmarł 26 maja 1898 w wieku zaledwie 26 lat. Wybór poezji i prozy Cornwella wydali w 1899 pod tytułem Wheat and Chaff: Verses, Letters, and Extracts from the Writings of M.S. Cornwell jego bracia. Został pochowany na Indian Mound Cemetery w Romney.
Marshall S. Cornwell korespondował z Jamesem Whitcombem Rileyem.